# Arawn (bande dessinée)
Pour l’article homonyme, voir Arawn (homonymie).
Arawn est une série de bande dessinée de dark fantasy écrite par Ronan Le Breton et illustrée par Sébastien Grenier, qui assure également la mise en couleurs. Ses six volumes sont parus entre 2008 et 2014 chez Soleil.
Racontant la sombre épopée du « Seigneur de la Terre brûlée », le récit s'inspire librement de la légende du personnage homonyme de la mythologie celtique brittonique. Le personnage d’Arawn est apparu auparavant dans les tomes 2 et 3 des Légendes de la Table Ronde, chez le même éditeur.
Le Breton a également écrit deux volumes des Chroniques d'Arawn, une série dérivée d'unitaires narrés par Arawn, unitaires dont chacun se focalise sur l'un des acteurs de cette tragédie « mythologique ». Le dessin est confié à des artistes qui reprennent le graphisme de Sébastien Grenier.

## Synopsis
Le personnage principal est donc Arawn, un valeureux guerrier qui devient roi grâce à sa mystérieuse épée nommée "la lame de la nuit". il est souvent accompagné par ses plus fidèles compagnons : deux loups avec lesquels il a grandi. Son ennemi juré n'est autre que son demi-frère Math qui enlève puis tue son épouse Deirdre et son fils Gwern. Sa mère, Siahm, n'hésite pas à le trahir en faveur de Math. C'est à la suite de ces événements qu'il deviendra l'égal d'un dieu.

## Albums
- Ronan Le Breton (scénario) et Sébastien Grenier (dessin et couleurs), Arawn, Soleil, coll. « Soleil Celtic » :

1. Bran le maudit, 2008  (ISBN 978-2-302-00069-8)[1].
2. Les Liens du sang, 2009  (ISBN 978-2-302-00485-6)[2].
3. La Bataille de Cad Goddun, 2010  (ISBN 978-2-302-00945-5).
4. Le Chaudron de sang, 2011  (ISBN 978-2-302-01622-4).
5. Résurrection, 2012  (ISBN 978-2-302-02363-5).
6. La Terre brûlée , 2014  (ISBN 978-2-302-03834-9).

- Ronan Le Breton (scénario), Les Chroniques d'Arawn, Soleil, coll. « Soleil Celtic » :

1. L'Île des Géants, 2012  (ISBN 978-2-302-01781-8). Dessin de Tomás Giorello.
2. Le Dieu vivant, 2013  (ISBN 978-2-302-02725-1). Dessin de Bertrand Benoît.